# 尚容河畔利夫雷
尚容河畔利夫雷（法語：Livré-sur-Changeon，法語發音：[livʁe syʁ ʃɑ̃ʒɔ̃]）是法国伊勒-维莱讷省的一个市镇，位于该省东部，属于雷恩区。

## 地理
尚容河畔利夫雷（48°13'8"N, 1°20'36"W）面积26.37 平方千米，位于法国布列塔尼大區伊勒-维莱讷省，该省份为法国西北部沿海省份，位于布列塔尼半岛东部，北濒大西洋，西接阿摩尔滨海省和莫尔比昂省，南至大西洋卢瓦尔省，西南端接曼恩-卢瓦尔省，东临马耶讷省，东北与芒什省接壤。
与尚容河畔利夫雷接壤的市镇（或旧市镇、城区）包括：杜尔丹、默塞、圣欧班迪科尔米耶、瓦勒迪泽、利夫雷、里沃迪库埃农。

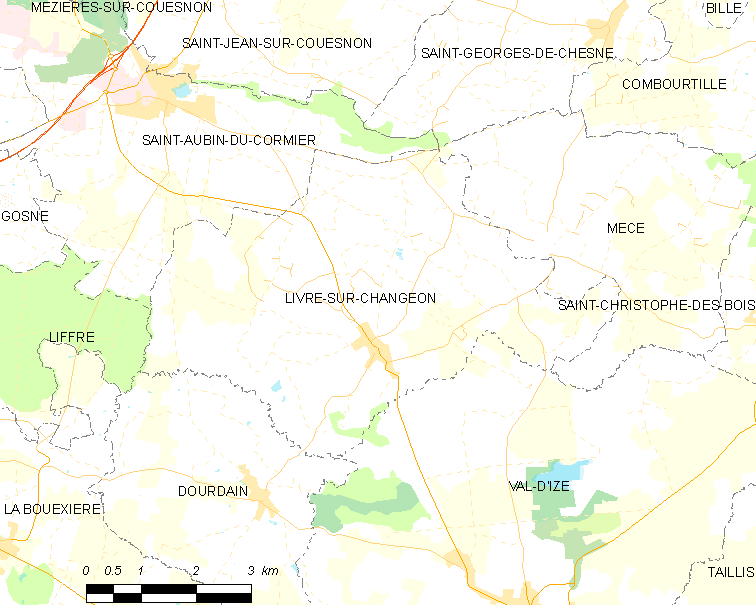
尚容河畔利夫雷的OSM定位图

尚容河畔利夫雷的时区为UTC+01:00、UTC+02:00（夏令时）。

## 行政
尚容河畔利夫雷的邮政编码为35450，INSEE市镇编码为35154。

## 政治
尚容河畔利夫雷所属的省级选区为富热尔第一县。

## 人口

1962-2008年间尚容河畔利夫雷人口变化图示

尚容河畔利夫雷于2022年1月1日时的人口数量为1737人。